# Blues' Blues
Blue's Blues è un album di Blue Mitchell, pubblicato dalla Mainstream Records nel 1972. Il disco fu registrato il 5 gennaio 1972 a New York City, New York (Stati Uniti).

## Tracce
Lato A
1. Casa Blues – 8:25 (John Guerin)
2. Just Made Up – 7:32 (Joe Sample)
3. Blues' Blues – 7:05 (Blue Mitchell)

Lato B
1. Granite & Concrete – 9:51 (Hadley Caliman)
2. I Didn't Ask to be – 10:09 (George Bohanon)

Edizione CD del 1990, pubblicato dalla Mainstream Records
1. Casa Blues – 8:24 (John Guerin)
2. Just Made Up – 7:33 (Joe Sample)
3. Blues' Blues – 7:04 (Blue Mitchell)
4. Granite and Concrete – 9:56 (Hadley Caliman)
5. I Didn't Ask to Be – 10:08 (George Bohanon)
6. Valerie – 12:26 (Walter Bishop Jr.) – Bonus Track

## Musicisti
- Blue Mitchell - tromba, flicorno
- Herman Riley - sassofono tenore, flauto
- John Mayall - armonica
- Joe Sample - pianoforte, pianoforte elettrico
- Freddie Robinson - chitarra elettrica
- Darrell Clayborn - basso jazz fender
- John Guerin - batteria
- Ray Pounds - batteria